# Siwa Kopa
Siwa Kopa (słow. Sivá kopa, 1627 m) – skaliste wypiętrzenie w zachodniej grani Siwego Wierchu w Tatrach Zachodnich. Jest to fragment głównej grani Tatr Zachodnich. Siwa Kopa znajduje się w niej pomiędzy Białą Skałą a postrzępioną granią Siwego Wierchu zwaną Rzędowymi Skałami. Od Białej Skały Siwą Kopę oddziela Biała Przełęcz, od Rzędowych Skał Siwy Przechód. Od wierzchołka Siwej Kopy w kierunku północno-zachodnim biegnie krótki grzbiet Małego Siwego Klina oddzielający dwie górne części Doliny Siwej. Grzbiet ten oraz wierzchołek Siwej Kopy porośnięte są kosodrzewiną. Od południowej strony z wierzchołka opadają natomiast niezbyt wysokie ścianki, niżej przechodzące w porośnięty kosodrzewiną i lasem stok opadający do Doliny Suchej Sielnickiej.
Przez Siwą Kopę prowadzi szlak turystyczny. Na odcinku przed Siwym Wierchem pewne trudności techniczne – 2 trudne do przejścia odcinki ubezpieczone łańcuchami.

## Szlaki turystyczne
– czerwony z Wyżniej Huciańskiej Przełęczy przez Białą Skałę, Siwy Wierch, Palenicę Jałowiecką i Brestową. Czas przejścia z Wyżniej Huciańskiej Przełęczy na Siwy Wierch: 3 h, ↓ 2:30 h.